# Anneau de collisions d'Orsay
L'anneau de collisions d'Orsay (ACO) est un accélérateur de particules situé à Bures-sur-Yvette, en Essonne, en France.

## Histoire
Comptant sept mètres de diamètre, l'anneau de collisions d'Orsay a fonctionné de 1967 à 1976 comme anneau de collisions, et de 1976 à 1988 pour le rayonnement synchrotron.
Il est l'ancêtre des grands anneaux de collisions modernes.
L'anneau de collisions, y compris son socle, tout comme les murs et toitures de la salle d'expériences en béton qui l'abrite, sont inscrits au titre des monuments historiques par arrêté du 7 mars 2002.

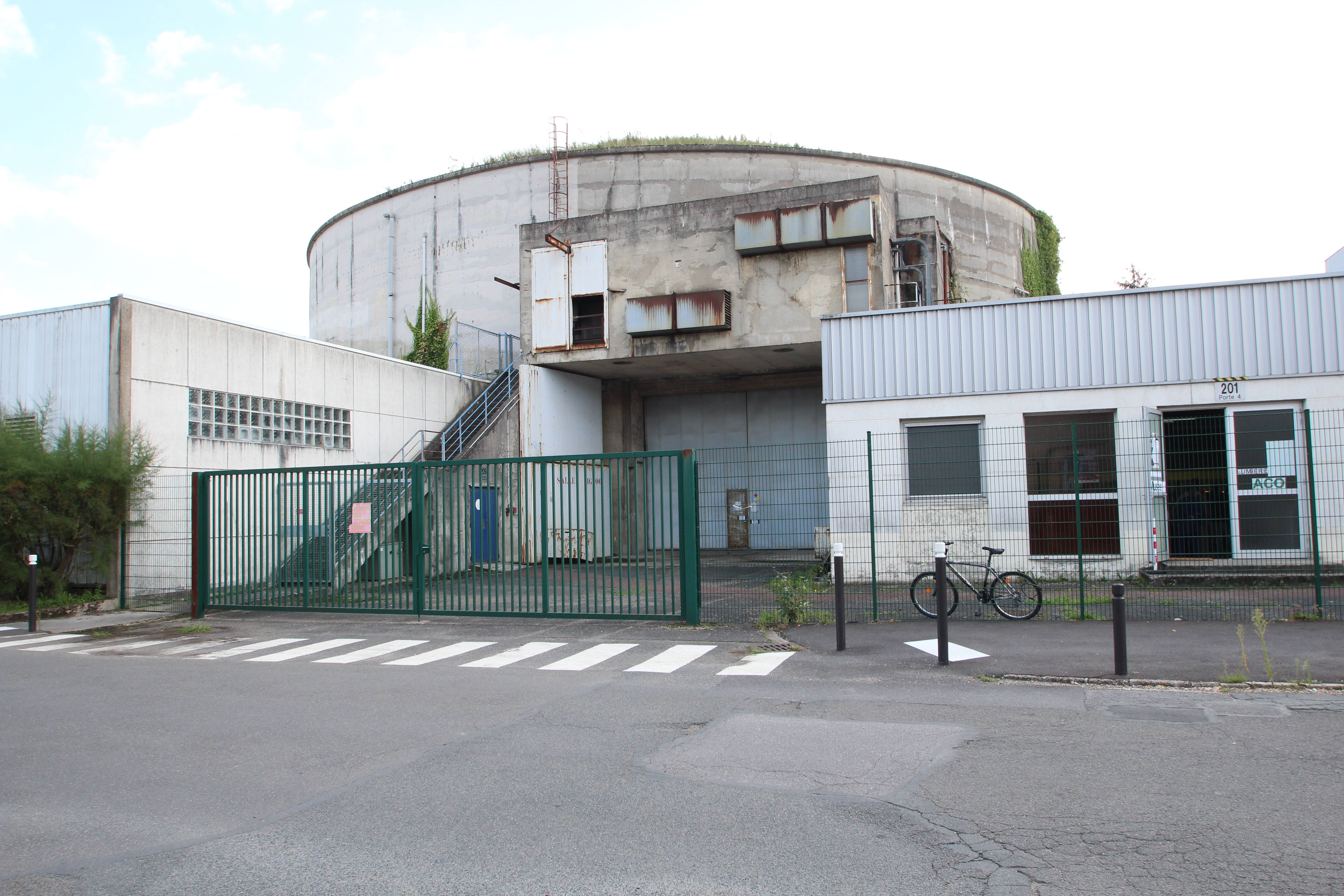
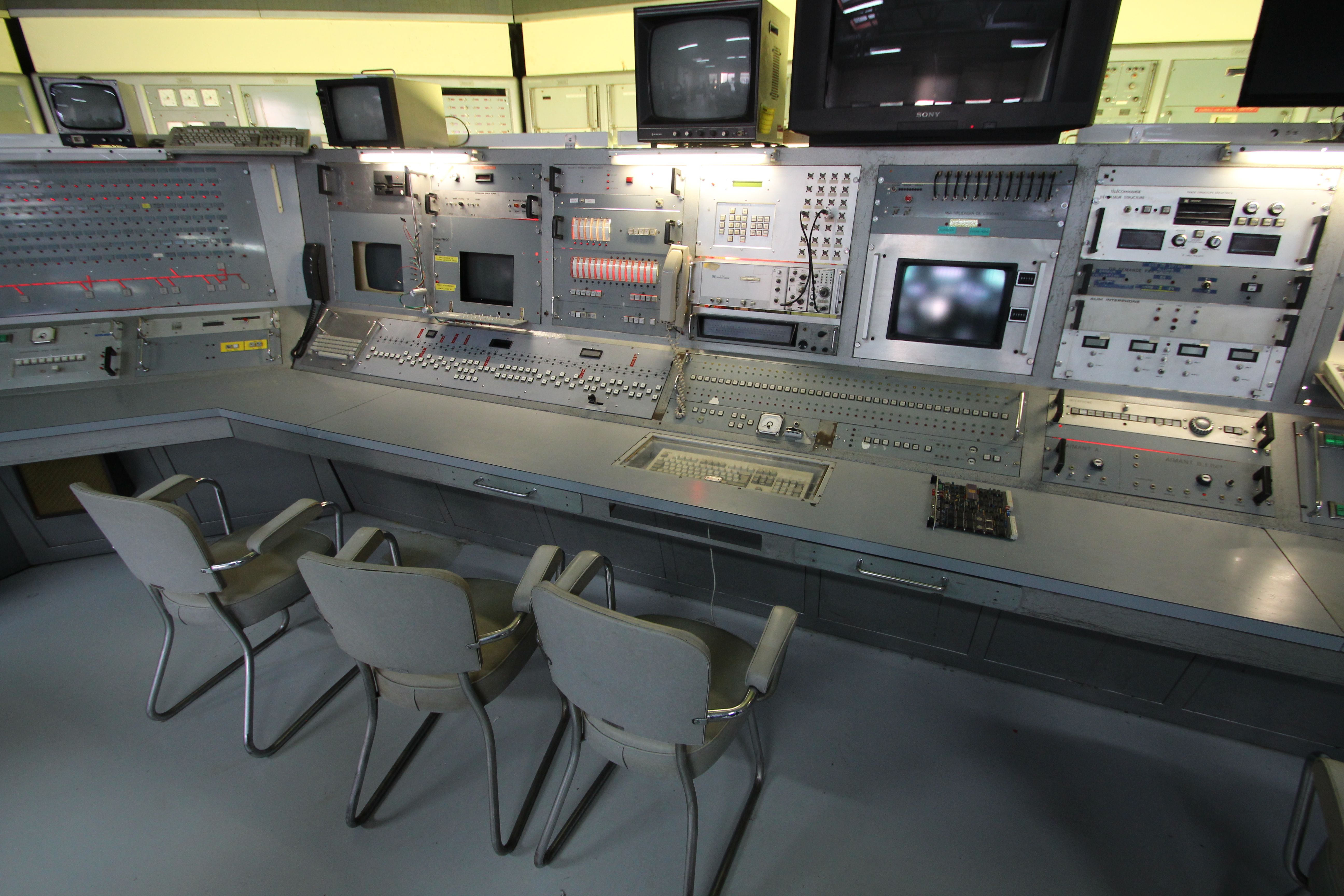
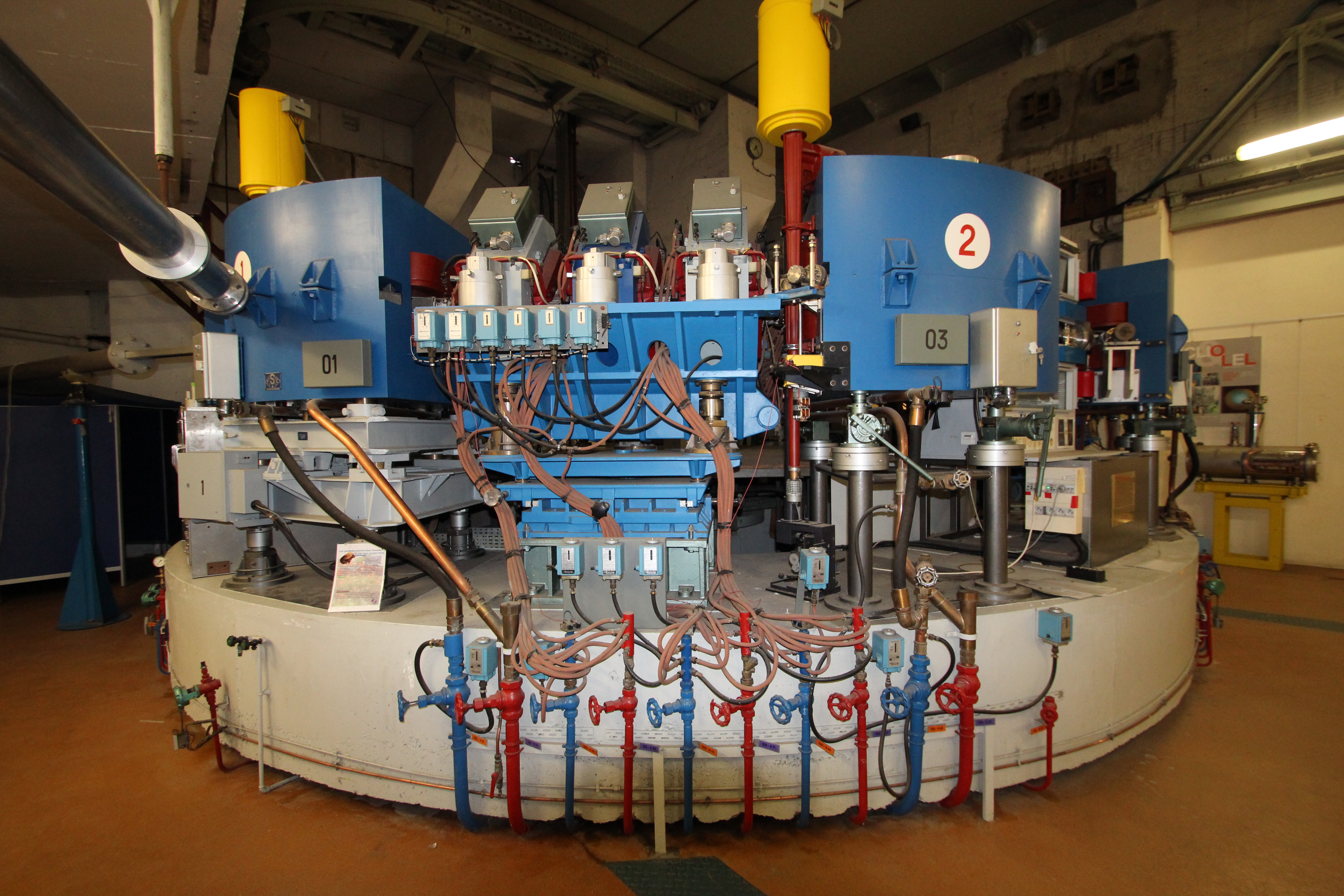